# Jaime de Aguirre
Jaime Augusto de Aguirre Höffa (Concepción, 2 de febrero de 1952) es un músico, productor, empresario y ejecutivo de televisión chileno de ascendencia alemana. Entre marzo y agosto de 2023 se desempeñó como ministro de las Culturas, las Artes y el Patrimonio de su país, bajo el gobierno del presidente Gabriel Boric.

## Productor musical
Tras realizar estudios de derecho en la Universidad de Chile, que no finalizó, realizó un diplomado en sonido en la Universidad de Surrey, en el Reino Unido.
A su regreso a Chile, se integró a la productora Filmocentro, creada por Jaime O'Ryan y Francisco Vargas, que estaba instalada en la antigua «Peña de los Parra». Ahí gestionó los discos de varios artistas del sello Alerce durante la década de 1980. Participó de la musicalización del primer himno de la Teletón (estrenado en la tercera versión); al igual que la versión 2003, para los 25 años de la campaña solidaria, como compositor del lema «"La Teletón es tuya, ¡acuérdate!"», la campaña electoral del «No» en el plebiscito nacional de 1988 —siendo De Aguirre compositor del jingle «Chile, la alegría ya viene»— y de películas como Imagen latente (1987), Caluga o menta (1990), ¡Viva el novio! (1990), La frontera (1991) y Archipiélago (1992).
Paralelamente, participó en los grupos de jazz fusión Kámara (1978-1980), donde fue bajista, y Tercera Generación (1979-1982), donde fue contrabajista.

## Carrera televisiva
A fines de la década de 1980, integró el equipo del noticiero independiente Teleanálisis.
En 1991, un año después del retorno a la democracia, el reasumido director ejecutivo Jorge Navarrete Martínez le ofrece el cargo de director de programación de Televisión Nacional de Chile (TVN). Gracias a su gestión junto a Navarrete y después Carlos Hurtado con René Cortazar, la estación vivió una gran ganancia de utilidades.,
Renunció al cargo en abril de 2002, mes en que asumió como director ejecutivo de Chilevisión tras las bulladas salidas de Felipe Pozo y Jaime Vega de dicho cargo, donde «llevó al canal al número uno de audiencia en 2011, con programas como Primer Plano, el juvenil Yingo, o una pauta editorial de noticias con marcado interés por la crónica roja». En mayo de 2015, fue cesado de su cargo en Chilevisión tras 13 años en el puesto, siendo el director ejecutivo que más ha permanecido en dicha posición, llegando a pasar por 3 propietarios de la estación.
El 26 de abril de 2016, asumió como director de programación de Canal 13, sin embargo, solo estuvo cinco meses en ese rol, desempeñándolo hasta el 30 de septiembre del mismo año. En el marco del segundo gobierno de la presidenta Michelle Bachelet, el 16 de diciembre de 2016, fue nombrado como director ejecutivo de TVN, tras el despido de Alicia Hidalgo, cargo en el que estuvo hasta el 6 de diciembre de 2018, renunciando bajo el segundo gobierno de Sebastián Piñera.

## Carrera política
Durante la década de 1970 fue parte del Movimiento de Acción Popular Unitaria (MAPU). En los años posteriores quedó como independiente, siendo cercano a la centroizquierda. Con ocasión del segundo cambio de gabinete del presidente Gabriel Boric, el 10 de marzo de 2023, fue nombrado como titular del Ministerio de las Culturas, las Artes y el Patrimonio, sucediendo a la antropóloga Julieta Brodsky.

## Vida personal
Es el tercero de los cinco hijos que tuvo el matrimonio compuesto por Augusto de Aguirre, hijo de un ciudadano peruano, y Anne Marie Höffa, inmigrante alemana que llegó a Chile en 1939.
Ha tenido dos matrimonios, uno de ellos con la periodista y cantante Tati Penna entre 1991 y 1997, y es padre de cinco hijos, de los cuales dos –Constanza y Santiago– fueron fruto de su relación con Penna.

## Controversias
En 2015, fue investigado por la emisión de boletas por trabajos presuntamente inexistentes a la Sociedad Química y Minera de Chile (Soquimich) en 2010. En ese entonces, sostuvo al Ministerio Público que dichos documentos correspondían a pagos de la minera no metálica en forma de bonos de parte de Bancard, la matriz de inversiones del empresario Sebastián Piñera, presidente de Chile en dos oportunidades.